# Claude Mediavilla
Claude Mediavilla (* September 1947 in Südfrankreich) ist ein französischer Kalligraf und Typograf.

## Leben und Werk
Claude Mediavilla wurde in eine Familie mit spanischem Migrationshintergrund geboren. Er studierte von 1965 bis 1971 Kalligrafie, Paläografie und Malerei an der Kunsthochschule von Toulouse. 1975 eröffnete er eine Designfirma in Paris und bot seine typografischen und kalligrafischen Entwürfe Werbeagenturen, Organisationen und privaten Firmen an. Zeitgleich lehrte er Kalligrafie in Frankreich, Deutschland, Korea, Hamburg, Köln, den USA, Belgien und den Niederlanden. Er ist Autor zahlreicher Artikel und Bücher. Mediavilla arbeitet auf der Schnittstelle zwischen Kalligrafie und abstrakter Malerei. 1982 erhielt er den Prix Charles Peignot der ATypI.
Als Professor lehrte er an der École nationale supérieure des arts décoratifs in Paris. 1992 bat François Mitterrand  Mediavilla, die Inschriften für die Königsgräber in der Kathedrale von Saint-Denis bei Paris zu entwerfen. 2010 gründete Mediavilla zusammen mit Sonia Da Rocha und Joel Vilas Boas die Media type Foundry in Paris.

## Schriftentwürfe
- 1976: Mediavilla (CCT)
- 1984: Palazzo (Mecanorma)
- 1985: Media Script (Mecanorma)
- 1986: Mediavilla Script (Graphitel)
- 1987: Galba
- 1991: Tory[7]

Mediavilla zeichnete zahlreiche Alphabete, die er u. a. in dem Buch Histoire de la calligraphie française (2006) veröffentlichte.

## Schriften
- Claude Mediavilla: Calligraphie, La Documentation Française, 1993, ISBN 978-2-11081-1-356.
- Claude Mediavilla: Calligraphy, 1996, ISBN 978-9-08033-2-515.